# Tigers de Medicine Hat
Les Tigers de Medicine Hat sont une franchise de hockey sur glace junior-majeur du Canada localisé à Medicine Hat, en Alberta, au Canada qui évolue dans la Ligue de hockey de l'Ouest.

## Histoire
Fondés en 1970, les Tigers ont remporté la Coupe Ed Chynoweth en 2004 en battant les Silvertips d'Everett 4 matches à 0, pour ensuite se classer 3e au tournoi de la Coupe Memorial, à la suite d'une défaite en demi-finale aux mains des Olympiques de Gatineau de la Ligue de hockey junior majeur du Québec. Les Tigers remportèrent deux Coupes Memorial consécutives en 1987 et 1988, ajoutant la Coupe du Président à leur palmarès ces deux années-là, en plus de 1973. L'équipe a une séquence remarquable de plus de 100 matches locaux joués à guichets fermés.